# Saint-Méard-de-Drône

Saint-Méard-de-Drône este o comună în departamentul Dordogne din sud-vestul Franței. În 2009 avea o populație de 477 de locuitori.

## Evoluția populației
| An        | 1975 | 1982 | 1990 | 1999 | 2006 | 2009 |
| --------- | ---- | ---- | ---- | ---- | ---- | ---- |
| Populație | 364  | 403  | 451  | 433  | 461  | 477  |